# شهرستان دلاویر (نیویورک)
شهرستان دلاویر (به انگلیسی: Delaware) واقع در ایالت نیویورک است. جمعیت این شهرستان بر اساس سرشماری سال ۲۰۱۰ آمریکا ۴۷۹۸۰ نفر گزارش شده‌است. مرکز شهرستان دلاویر روستای دلهای است.این شهرستان در سال ۱۷۹۷ بنیانگذاری شده‌است.